# Дмитрівська сільська рада (Великописарівський район)
Дми́трівська сільська́ ра́да — колишній орган місцевого самоврядування в Великописарівському районі Сумської області. Адміністративний центр — село Дмитрівка.

## Загальні відомості
- Населення ради: 1 488 осіб (станом на 2001 рік)

## Географія
Дмитрівська сільська рада розташована у південно-східній частині району, на сході примикає до кордону з Росією, на півдні до Харківської області. На території ради знаходиться ботанічний заказник місцевого значення Чехів яр.

## Населені пункти
Сільській раді були підпорядковані населені пункти:
- с. Дмитрівка
- с. Братениця
- с. Лукашівка
- с. Олександрівка
- с. Шевченкове

## Склад ради
Рада складалася з 16 депутатів та голови.
- Голова ради: Скоромний Михайло Андрійович
- Секретар ради: Северин Алла Іванівна

### Керівний склад попередніх скликань
| Прізвище, ім'я, по батькові  | Основні відомості                                                         | Дата обрання | Дата звільнення |
| ---------------------------- | ------------------------------------------------------------------------- | ------------ | --------------- |
| Скоромний Михайло Андрійович | Сільський голова, 1957 року народження, член громадянської партії «Пора»  | 26.03.2006   | 31.10.2010      |
| Білий Анатолій Фролович      | Сільський голова, 1951 року народження, освіта вища, член Партії регіонів | 31.10.2010   | 31.10.2012      |
| Скоромний Михайло Андрійович | Сільський голова, 1957 року народження, освіта вища, член Партії регіонів | 02.06.2013   |                 |

Примітка: таблиця складена за даними сайту Верховної Ради України